# Барышевский, Антоний
Анто́ний Барыше́вский (укр. Антоній Баришевський; род. 10 октября 1988, Киев) — украинский пианист.

## Биография
Антоний Барышевский родился 10 октября 1988 года в Киеве. Играть на фортепиано начал в 7 лет. Обучался в детской музыкальной школе № 14 имени Д. Кабалевского у Алины Соркиной и классе Риты Донской. В 16 лет Антоний стал лауреатом Всеукраинской программы «Человек года», а год спустя принял участие в молодёжном концерте Европейского радио в Мюнхене. В 2007 году закончил Киевскую среднюю специализированную музыкальную школу-интернат имени Н. В. Лысенко и поступил в Национальную музыкальную академию Украины имени П. И. Чайковского, в класс профессора Валерия Козлова.
В 2015 году закончил стажировку в ассистентуре НМАУ, а также обучение в классе Мариана Рыбицкого в Нормальной школе музыки имени Альфреда Корто в Париже.
Принимал участие в мастер-классах Альфреда Бренделя, Дэниела Поллака, Лили Дорфман.
С 2012 года — солист Национальной филармонии Украины.
Пианист гастролирует во Франции, Италии, Швейцарии, Дании, Исландии, России, Беларуси, Сербии, Румынии, Польше, Испании, Германии, Бельгии, Марокко, Израиле и США. Записывался на радио и телевидении Украины, Сербии, Италии, Дании и Испании. Имеет записи на CD (Naxos).

## Достижения
- 2014 — 1 место, золотая медаль и специальный приз за лучшее исполнение пьесы израильского композитора на 14 Международном конкурсе пианистов имени Артура Рубинштейна в Тель-Авиве (Израиль)[1];
- 2014 — 1 премия на 7 Международном конкурсе пианистов «Interlaken-Classics» в Берне (Швейцария)[2];
- 2013 — 1 премия на Международном конкурсе пианистов в Париже (Франция);
- 2013 — 2 премия на Международном конкурсе пианистов «Европейские фортепианные вечера» (Люксембург)[3];
- 2013 — Гран-при 13 Международного конкурса музыки в Марокко (Касабланка, Марокко)[4];
- 2012 — 2 премия и Приз публики на конкурсе «Гран-при Анимато» (Париж, Франция)[5];
- 2011 — 2 премия, Приз публики и ещё 2 специальных приза на 58 Международном конкурсе пианистов имени Ф. Бузони (Больцано, Италия)[6];
- 2011 — 3 премия на 1 Международном конкурсе пианистов в Патерне (Испания)[7];
- 2010 — музыкальный приз «Бруно-Фрай 2010» за выдающиеся музыкальные достижения (Германия);
- 2009 — 1 премия, Приз публики и специальный приз на 51 Международном конкурсе пианистов в городе Хаэн (Испания)[8];
- 2008 — первая премия, Приз публики и ещё 3 специальных приза на Конкурсе пианистов памяти Исидора Баича в Нови-Саде (Сербия)[9];
- 2006 — победа на 2 Международном конкурсе пианистов Международной летней академии музыки в Германии;
- 2005 — 2 премия и специальный приз Европейской федерации музыкальных конкурсов на Международном конкурсе молодых пианистов памяти В. Горовица в Киеве[10];
- 2004 — 1 премия на Международном конкурсе пианистов «Исполнитель-композитор» (Санкт-Петербург).